# 14382 Вощик
14382 Вощик (14382 Woszczyk) — астероїд головного поясу, відкритий 2 березня 1990 року.
Тіссеранів параметр щодо Юпітера — 3,284.